# Tribu Collina
La tribu Collina (en latin classique : Collīna) est l'une des quatre tribus urbaines de la Rome antique.
Son territoire couvrait celui de la région Colline (Collina regio), l'une des quatre régions (Regiones quattuor) de la ville de Rome (Urbs) ceinte par le mur servien.
Il comprenait :
- Le Viminal (Viminalis collis) ;
- Le Quirinal que les Romains divisaient en Quirinal proprement dit (Qurinalis collis), Salutaire (Salutaris collis), Mucial (Mucialis collis) et Latiare (Latiaris collis).